# Palácio Real de Olite

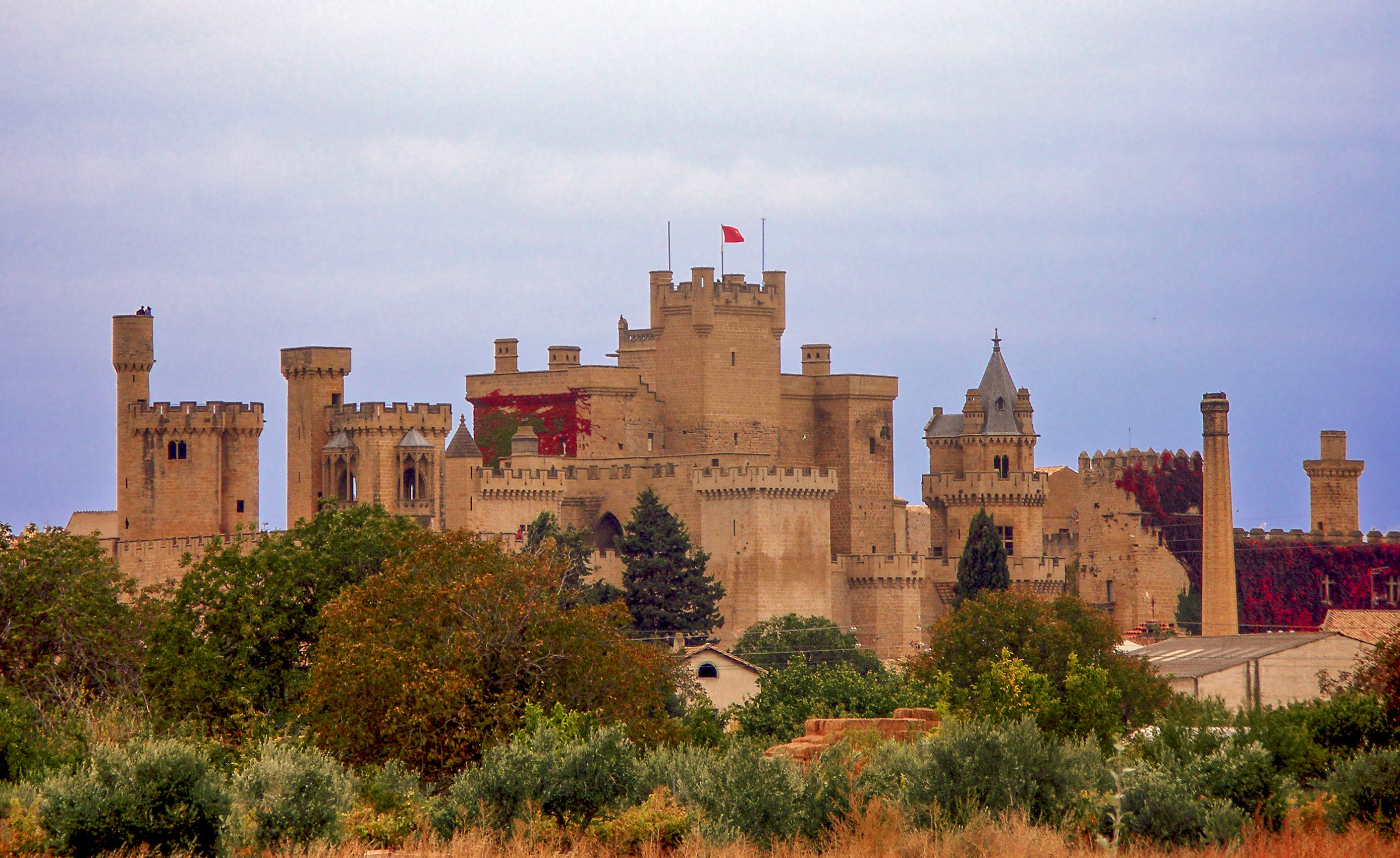
Castelo-palácio de Olite, Espanha

O Castelo Real de Olite, também conhecido como Palácio dos reis de Navarra de Olite e Palácio-castelo Real de Olite,  localiza-se no termo do município de Olite, na província e comunidade autónoma de Navarra, na Espanha.
Trata-se de uma edificação de carácter misto, militar e apalaçado, que se constituiu numa das sedes da corte do reino de Navarra a partir do reinado de Carlos III de Navarra.

## História
Remonta a uma fortificação anterior, que, no século XIII, Carlos III, o Nobre, fez ampliar, com a função de palácio real, dotando-a de todo o esplendor necessário. Essa campanha construtiva conferiu-lhe um carácter cortesão, privilegiando os aspectos residenciais.
Quando da anexação da Alta Navarra (Navarra peninsular) à Espanha, sob o reinado de Fernando, o Católico, na sequência da invasão castelhano-aragonesa de 1512 pelas tropas de Fadrique Álvarez de Toledo y Enríquez de Quiñones, 2.° duque de Alba, o cardeal Cisneros ordenou, por decreto, a destruição das torres de todos os castelos de Navarra.
A partir de então, o palácio real de Olite conheceu um período de abandono, em que se iniciou a sua deterioração. Esse processo culminou com o seu incêndio, por ordem do guerrilheiro Francisco Espoz y Mina durante a Guerra da Independência Espanhola (1813), receoso de que ele servisse como quartel para as tropas napoleónicas.
O actual aspecto do conjunto deve-se a uma restauração promovida no início do século XX, com projecto a cargo dos arquitectos José e Javier Yárnoz, vencedores de um concurso para esse fim. A intenção foi a de recuperar a estrutura original do palácio, embora os trabalhos tenham ficado inconclusos. Desse modo, podemos distinguir, hoje, o que corresponde ao edifício original e o que se deve à restauração. De qualquer forma, a riquíssima decoração interior de suas paredes encontra-se perdida para sempre, do mesmo modo que os jardins que o cercavam.

## Características
O conjunto é formado pelas edificações, jardins e fossos, rodeados por altas muralhas, amparadas por numerosas torres. Em seu auge, chegou a ser considerado como um dos mais belos da Europa. Uma das suas características é a aparente desordem de sua planta. Isto se deve a que a sua construção nunca obedeceu a um projecto de conjunto, creditando-se o resultado final às sucessivas obras de ampliação e reformas que se lhe sucederam entre o final do século XIV e o início do século XV.
Nele podem ser identificados dois recintos: o chamado Palácio Velho, actualmente reconvertido em um Parador Nacional de Turismo, e o Palácio Novo.